# Pablo Sánchez Pardines
Pablo Miguel Sánchez Pardines (Benirredrà, València, 30 de diciembre de 1980), más conocido como Pablo Sánchez, es un cantante español, compositor, líder y vocalista del grupo Ciudad Jara. Fue el fundador de la banda de rock-fusión La Raíz hasta su disolución en 2018. En 2024 retomaron los conciertos, aunque no se sabe hasta cuándo estará junta la banda.

## Vida personal
Pablo Sánchez fue criado en Gandia, Valencia junto a sus hermanos, uno de ellos "Panxo", actual cantante de ZOO. Sus padres, una profesora de Literatura y un escritor, les inculcaron el arte. Adquirió su pasión por la música gracias a su padre, quien desde pequeño le transmitió a Pablo y a sus hermanos el amor por esta disciplina. A los 13 años le regalaron su primera guitarra y aprendió de forma autodidacta a crear canciones. Se licenció en Historia del Arte y se capacitó para la docencia aunque la música acabaría por transformar una pasión en su forma de vida.
En 2025 anunció por RRSS su retirada debido al diagnóstico de mieloma múltiple, por lo que su hermano Panxo, vocalista del grupo ZOO, se encarga del relevo en la vuelta a los escenarios de La Raíz.

## Carrera profesional
Fue en la adolescencia cuando Pablo empezó en el mundo de la música y se incorporó, primero a un grupo punk de su ciudad y, más tarde, a los 16 años, a otro grupo con un amigo suyo en el que estuvo cuatro años en un formato cantautor. Pero no fue hasta el grupo Farenhate en el que estuvo tocando durante cinco años, con el que Pablo pasó a la música de forma profesional. En 2005, la banda Farenhate se separó y empezó a relacionarse con un grupo de amigos que tenía una banda llamada "Cuatro gatos", que también dejaron de tocar y se separaron.

## Con La Raíz
Pablo Sánchez junto con su amigo Edu, el guitarrista y fundador de la banda La Raíz, se juntan en 2007 con un grupo de amigos para crear música y formar una banda: La Raíz nacería entonces, El Aire Muerto, la primera maqueta del grupo. Todavía de una forma muy primitiva y sin tener asentadas las características de la banda, experimentan con diferentes ritmos, destacando el mestizaje valenciano y el rap político que aportó Panxo, otro integrante de la banda.
No sería hasta la colaboración con La Gossa Sorda en la canción Raíces (2008) cuando la banda empezó a tener repercusión en las redes. En 2009, llegaría Guerra al Silencio, disco auto producido con un total de 11 canciones. En este disco, se observa la evolución musical del grupo, con las voces de Pablo y la incorporación de Jim al grupo, la banda empezó a ser más roquera.
Un año más tarde, en 2010, se incorporan nuevos integrantes a la banda, Jano, Carles y Xavi, y se realiza el primer disco de estudio, El Lado de los Rebeldes. El disco sería publicado el 2 de marzo de 2011, e incorporaría rap, reggae, rock y un carácter más festivo.
Con este disco empezaron a realizar conciertos en numerosos festivales españoles como el Viña Rock, Rototom, Aupa Alterna o Arenal Sound, donde repitirían durante varios años como cabeza de cartel.
Más tarde, publicarían Así en el Cielo como en la Selva (2013). En este disco, critican la sociedad y el mundo actual y abogan por un mundo más justo. Compuesto por 11 canciones, donde vuelven a mezclar varios estilos musicales aunque asemejándose más a un rock estatal, y donde las letras, creadas por Pablo, son más críticas que la de los anteriores discos. La música pasaría a ser una herramienta política para el grupo.
Ya consolidados en el ámbito nacional e internacional, publicarían su último disco hasta la fecha, Entre Poetas y Presos (2016) con el que se colaron en la lista de los discos más vendidos del España y con el que recorrerían más de quince países realizando conciertos por toda Europa, América Latina e incluso Nepal, en festivales tipo  Womad Chile, Polé Polé en Bélgica, Czad Festiwal de Polonia (2016).
En 2018, anuncian un parón indefinido tras su gira, tras 13 años en los escenarios y con cientos de conciertos a sus espaldas. Su último concierto lo realizaron en Puerto de Valencia frente a 20.000 personas, siendo el parón de su carrera musical.

## Poesía
En 2018 autoeditó el libro "23 poemas de un año eterno en la fragua"

## Ciudad Jara

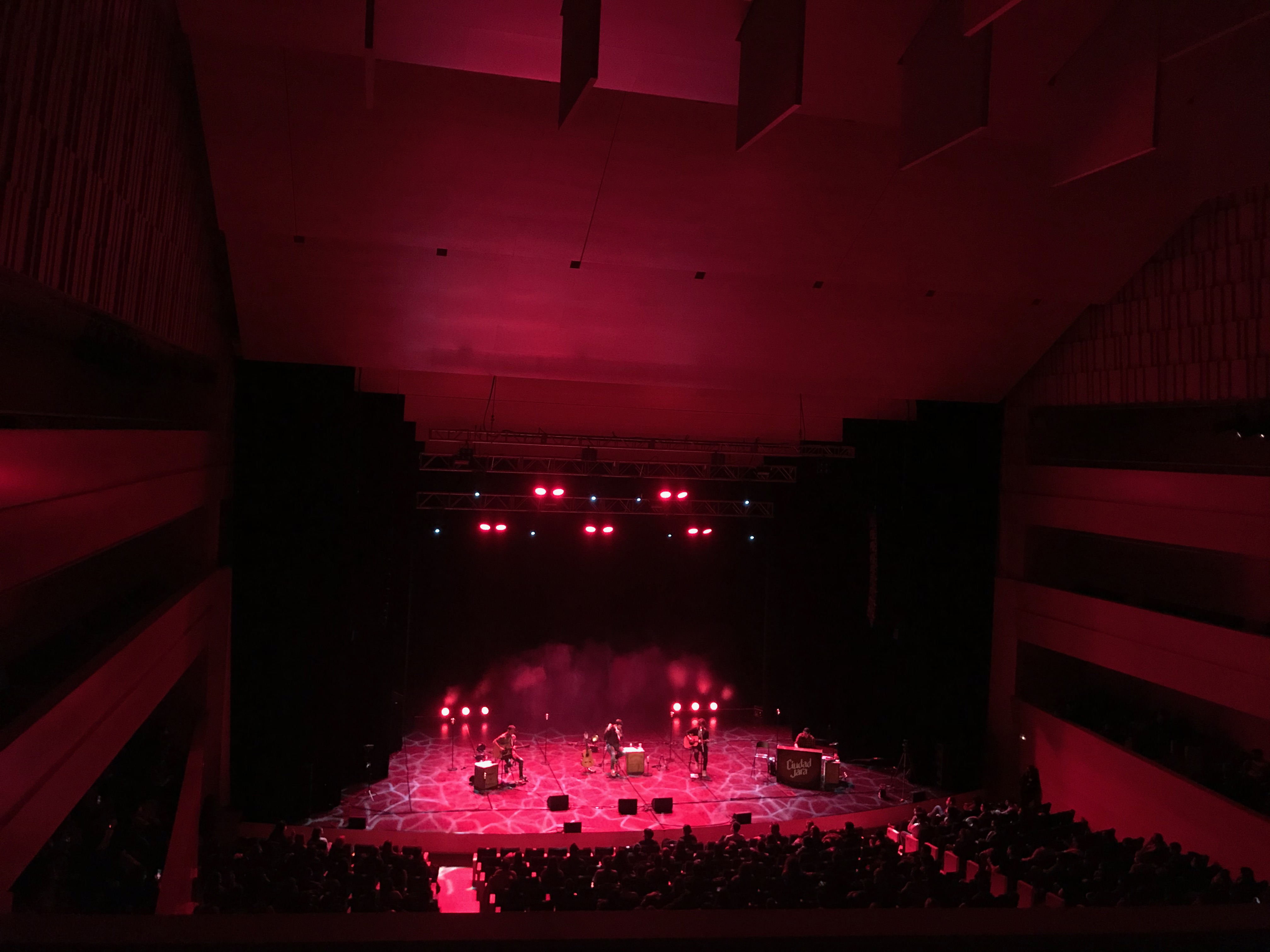
Concierto de Ciudad Jara en Girona, 2020.

El 6 de febrero de 2019 Pablo Sánchez anunció a través de sus redes sociales que se retiraba por un tiempo de estas para componer un disco propio sin fecha de salida.
El 3 de octubre de 2019 volvió a las redes sociales con el nombre de su nuevo proyecto que vería la luz en el 2020 bajo el nombre de Ciudad Jara. 
El 7 de febrero de 2020 Ciudad Jara lanzó su disco titulado Donde nace el infarto.
El 4 de marzo de 2022, Ciudad Jara saca su segundo disco, titulado Cinema.
En febrero de 2023, Ciudad Jara publicó "La velada del lobo"

## Discografía-Colaboraciones
-

| Año  | Canción                        | Otros intérpretes | Álbum                         |
| ---- | ------------------------------ | --- | ----------------------------- |
| 2009 | Raíces                         | La Gossa Sorda | Guerra al Silencio            |
| 2010 | Falsos i absurds               | La Gossa Sorda | L´ultim heretge               |
| 2011 | Se abrió la vela               | La Vela Puerca | El Lado de los Rebeldes       |
| 2013 | Mi Patria Digna                | Toni Mejías | [Tuerka rap]                  |
| 2014 | El estrangulador               | Farenhate | La ciudad del pánico          |
| 2014 | De nit                         | TRAST | Diari de Matinada             |
| 2014 | En busca del fuego             | [Pablo Sánchez Pardines] | Single                        |
| 2015 | S'atura el temps               | Aspencat | Tot és ara                    |
| 2015 | Corbelles                      | ZOO | Tempestes venen del sud       |
| 2017 | Rituales de santería           | ZOO | Raval                         |
| 2017 | Marea errante                  | El Tío la Careta | Levantando los Pies del Suelo |
| 2018 | Palabras y silencio            | Iratxo | Pa Bestias no hay senderos    |
| 2018 | Los borbones son unos ladrones | Frank T, Sara Hebe, Elphomega, Rapsusklei, Los Chikos del Maíz, ZOO, Machete en Boca, Def Con Dos, Noult, Homes Llúdriga, Antonio Torres, Roger Martínez, Clara Peya, Tribade, Juan Pablo Balcázar, Ira | Single                        |
| 2018 | Hablarán las calles            | Boikot, Los Chikos del Maíz, Aspencat, ZOO | Single                        |
| 2018 | La hoguera de los continentes  | Rozalén | Single                        |
| 2020 |                                | | Donde nace el infarto         |